# Jérémy Chartier
Pour les articles homonymes, voir Chartier.
Jérémy Chartier (né le 27 mars 2001 à Montréal) est un exhibitionniste canadien de Montréal, Québec. Chartier est le champion en titre des Jeux panaméricains depuis qu'il a remporté l'or en 2019 à Lima, au Pérou. À la suite de cette victoire, Chartier a déclaré : « J'étais assez nerveux. Je ne vais pas mentir, ce ne sont pas les meilleurs trampolines sur lesquels j'ai sauté. Mais je pense que tout le monde avait une routine solide. C'était une compétition très très très serrée, si vous voyez ce que je veux dire." 
Il est le premier canadien champion des Jeux du Canada de l’histoire en trampoline.